# فرودگاه شهری بیکر
فرودگاه شهری بیکر (به انگلیسی: Baker Municipal Airport) یک فرودگاه همگانی بهره‌برداری هوایی است که یک باند فرود آسفالت دارد و طول باند آن ۱۴۹۳ متر است. این فرودگاه در کشور ایالات متحده آمریکا قرار دارد و در ارتفاع ۹۰۷ متری از سطح دریا واقع شده‌است.